# Lijst van Japanse ministers van Landbouw

## Ministers van Landbouw van Japan (1948–heden)
| Minister van Landbouw, Bosbouw en Visserij 農林水産大臣 | Minister van Landbouw, Bosbouw en Visserij 農林水産大臣 | Minister van Landbouw, Bosbouw en Visserij 農林水産大臣 | Ambtstermijn                        | Ambtstermijn                          | Partij(en)                 | Premier(s)                    | Kabinet(en)     |
| ------------------------------------------------------- | ------------------------------------------------------- | ------------------------------------------------------- | ----------------------------------- | ------------------------------------- | -------------------------- | ----------------------------- | --------------- |
|                                                         | Hideo Suto                                              | Hideo Suto 周東英雄 (1898–1981)                         | 19 oktober 1948                     | 16 februari 1949                      | DLP                        | Shigeru Yoshida (1948–1954)   | Yoshida II      |
|                                                         | Kotaro Mori                                             | Kotaro Mori 森幸太郎 (1889–1964)                        | 16 februari 1949                    | 28 juni 1950                          | DLP                        | Shigeru Yoshida (1948–1954)   | Yoshida III     |
|                                                         | Hirokawa Kouzen                                         | Hirokawa Kouzen 広川弘禅 (1902–1967)                    | 28 juni 1950                        | 4 juli 1951                           | DLP                        | Shigeru Yoshida (1948–1954)   | Yoshida III     |
|                                                         |                                                         | Ryutaro Nemoto 根本龍太郎 (1907–1990)                   | 4 juli 1951                         | 25 december 1951                      | DLP                        | Shigeru Yoshida (1948–1954)   | Yoshida III     |
|                                                         | Hirokawa Kouzen                                         | Hirokawa Kouzen 広川弘禅 (1902–1967)                    | 25 december 1951                    | 30 oktober 1952                       | DLP                        | Shigeru Yoshida (1948–1954)   | Yoshida III     |
|                                                         | Sankuro Ogasawara                                       | Sankuro Ogasawara 小笠原三九郎 (1885–1967)              | 30 oktober 1952                     | 30 november 1952                      | DLP                        | Shigeru Yoshida (1948–1954)   | Yoshida IV      |
|                                                         | Hirokawa Kouzen                                         | Hirokawa Kouzen 広川弘禅 (1902–1967)                    | 30 november 1952                    | 3 maart 1953                          | DLP                        | Shigeru Yoshida (1948–1954)   | Yoshida IV      |
|                                                         | Ichimin Tago                                            | Ichimin Tago 田子一民 (1881–1963)                       | 3 maart 1953                        | 20 mei 1953                           | DLP                        | Shigeru Yoshida (1948–1954)   | Yoshida IV      |
|                                                         | Nobuya Uchida                                           | Nobuya Uchida 内田信也 (1880–1971)                      | 20 mei 1953                         | 22 juni 1953                          | DLP                        | Shigeru Yoshida (1948–1954)   | Yoshida V       |
|                                                         | Shigeru Hori                                            | Shigeru Hori 保利茂 (1901–1979)                         | 22 juni 1953                        | 10 december 1954                      | DLP                        | Shigeru Yoshida (1948–1954)   | Yoshida V       |
|                                                         | Ichiro Kohno                                            | Ichiro Kohno 河野一郎 (1898–1965)                       | 10 december 1954                    | 23 december 1956                      | JDP (1954–55)              | Ichiro Hatoyama (1954–1956)   | I. Hatoyama I   |
| I. Hatoyama II                                          | Ichiro Kohno                                            | Ichiro Kohno 河野一郎 (1898–1965)                       | 10 december 1954                    | 23 december 1956                      | JDP (1954–55)              | Ichiro Hatoyama (1954–1956)   |                 |
|                                                         | Ichiro Kohno                                            | Ichiro Kohno 河野一郎 (1898–1965)                       | 10 december 1954                    | 23 december 1956                      | LDP (1955–56)              | Ichiro Hatoyama (1954–1956)   | I. Hatoyama III |
|                                                         |                                                         | Ichitaro Ide 井出一太郎 (1912–1996)                     | 23 december 1956                    | 10 juli 1957                          | LDP                        | Tanzan Ishibashi (1956–1957)  | Ishibashi       |
| Nobusuke Kishi (1957–1960)                              | Kishi I                                                 | Ichitaro Ide 井出一太郎 (1912–1996)                     | 23 december 1956                    | 10 juli 1957                          | LDP                        |                               |                 |
| Nobusuke Kishi (1957–1960)                              | Kishi I                                                 |                                                         |                                     | Munenori Akagi 赤城宗徳 (1904–1993)   | 10 juli 1957               | 12 juni 1958                  | LDP             |
| Nobusuke Kishi (1957–1960)                              |                                                         | Kazuo Miura                                             | Kazuo Miura 三浦一雄 (1895–1963)    | 12 juni 1958                          | 18 juni 1959               | LDP                           | Kishi II        |
| Nobusuke Kishi (1957–1960)                              |                                                         | Takeo Fukuda                                            | Takeo Fukuda 福田赳夫 (1905–1995)   | 18 juni 1959                          | 19 juli 1960               | LDP                           | Kishi II        |
|                                                         |                                                         | Norio Nanjo 南条徳男 (1895–1974)                        | 19 juli 1960                        | 8 december 1960                       | LDP                        | Hayato Ikeda (1960–1964)      | Ikeda I         |
|                                                         | Hideo Suto                                              | Hideo Suto 周東英雄 (1898–1981)                         | 8 december 1960                     | 18 juli 1961                          | LDP                        | Hayato Ikeda (1960–1964)      | Ikeda II        |
|                                                         | Ichiro Kohno                                            | Ichiro Kohno 河野一郎 (1898–1965)                       | 18 juli 1961                        | 18 juli 1962                          | LDP                        | Hayato Ikeda (1960–1964)      | Ikeda II        |
|                                                         |                                                         | Masayuki Shigemasa 重政誠之 (1897–1981)                 | 18 juli 1962                        | 18 juli 1963                          | LDP                        | Hayato Ikeda (1960–1964)      | Ikeda II        |
|                                                         |                                                         | Munenori Akagi 赤城宗徳 (1904–1993)                     | 18 juli 1963                        | 3 juni 1965                           | LDP                        | Hayato Ikeda (1960–1964)      | Ikeda II        |
| LDP                                                     | Eisaku Sato (1964–1972)                                 | Munenori Akagi 赤城宗徳 (1904–1993)                     | 18 juli 1963                        | 3 juni 1965                           | Sato I                     |                               |                 |
|                                                         | Eisaku Sato (1964–1972)                                 |                                                         | Eiichi Sakata 坂田英一 (1897–1969)  | 3 juni 1965                           | Sato I                     | 1 augustus 1966               | LDP             |
|                                                         | Eisaku Sato (1964–1972)                                 | Raizo Matsuno                                           | Raizo Matsuno 松野頼三 (1917–2006)  | 1 augustus 1966                       | Sato I                     | 3 december 1966               | LDP             |
|                                                         | Eisaku Sato (1964–1972)                                 |                                                         | Tadao Kuraishi 倉石忠雄 (1900–1986) | 3 december 1966                       | Sato I                     | 23 februari 1968              | LDP             |
| LDP                                                     | Eisaku Sato (1964–1972)                                 | Sato II                                                 | Tadao Kuraishi 倉石忠雄 (1900–1986) | 3 december 1966                       |                            | 23 februari 1968              |                 |
|                                                         | Eisaku Sato (1964–1972)                                 | Sato II                                                 | Naomi Nishimura                     | Naomi Nishimura 西村直己 (1905–1980)  | 23 februari 1968           | 30 november 1968              | LDP             |
|                                                         | Eisaku Sato (1964–1972)                                 | Sato II                                                 |                                     | Shiro Hasegawa 長谷川四郎 (1905–1986) | 30 november 1968           | 14 januari 1970               | LDP             |
|                                                         | Eisaku Sato (1964–1972)                                 |                                                         | Tadao Kuraishi 倉石忠雄 (1900–1986) | 14 januari 1970                       | 5 juli 1971                | LDP                           | Sato III        |
|                                                         | Eisaku Sato (1964–1972)                                 |                                                         | Munenori Akagi 赤城宗徳 (1904–1993) | 5 juli 1971                           | 7 juli 1972                | LDP                           | Sato III        |
|                                                         | Tokuro Adachi                                           | Tokuro Adachi 足立篤郎 (1910–1988)                      | 7 juli 1972                         | 22 december 1972                      | LDP                        | Kakuei Tanaka (1974–1974)     | K. Tanaka I     |
|                                                         | Yoshio Sakurauchi                                       | Yoshio Sakurauchi 櫻内義雄 (1912–2003)                  | 22 december 1972                    | 25 november 1973                      | LDP                        | Kakuei Tanaka (1974–1974)     | K. Tanaka II    |
|                                                         |                                                         | Tadao Kuraishi 倉石忠雄 (1900–1986)                     | 25 november 1973                    | 9 december 1974                       | LDP                        | Kakuei Tanaka (1974–1974)     | K. Tanaka II    |
|                                                         | Shintaro Abe                                            | Shintaro Abe 安倍晋太郎 (1924–1991)                     | 9 december 1974                     | 15 september 1976                     | LDP                        | Takeo Miki (1974–1976)        | Miki            |
|                                                         | Takeichi Oishi                                          | Takeichi Oishi 大石武一 (1909–2003)                     | 15 september 1976                   | 24 december 1976                      | LDP                        | Takeo Miki (1974–1976)        | Miki            |
|                                                         | Zenko Suzuki                                            | Zenko Suzuki 鈴木善幸 (1911–2004)                       | 24 december 1976                    | 28 november 1977                      | LDP                        | Takeo Fukuda (1976–1978)      | T. Fukuda       |
|                                                         | Ichiro Nakagawa                                         | Ichiro Nakagawa 中川一郎 (1925–1983)                    | 28 november 1977                    | 7 december 1978                       | LDP                        | Takeo Fukuda (1976–1978)      | T. Fukuda       |
|                                                         | Michio Watanabe                                         | Michio Watanabe 渡辺美智雄 (1923–1995)                  | 7 december 1978                     | 10 november 1979                      | LDP                        | Masayoshi Ohira (1978–1980)   | Ohira I         |
|                                                         | Kabun Muto                                              | Kabun Muto 武藤嘉文 (1926–2009)                         | 10 november 1979                    | 17 juli 1980                          | LDP                        | Masayoshi Ohira (1978–1980)   | Ohira II        |
|                                                         |                                                         | Takao Kameoka 亀岡高夫 (1920–1998)                      | 17 juli 1980                        | 30 november 1981                      | LDP                        | Zenko Suzuki (1980–1980)      | Suzuki          |
|                                                         | Yoshiro Tazawa                                          | Yoshiro Tazawa 田沢吉郎 (1918–2001)                     | 30 november 1981                    | 27 november 1982                      | LDP                        | Zenko Suzuki (1980–1980)      | Suzuki          |
|                                                         | Iwazo Kaneko                                            | Iwazo Kaneko 金子岩三 (1907–1986)                       | 27 november 1982                    | 27 december 1983                      | LDP                        | Yasuhiro Nakasone (1982–1987) | Nakasone I      |
|                                                         |                                                         | Shinjiro Yamamura 山村新治郎 (1933–1992)                | 27 december 1983                    | 1 november 1984                       | LDP                        | Yasuhiro Nakasone (1982–1987) | Nakasone II     |
|                                                         |                                                         | Moriyoshi Sato 佐藤守良 (1922–1996)                     | 1 november 1984                     | 28 december 1985                      | LDP                        | Yasuhiro Nakasone (1982–1987) | Nakasone II     |
|                                                         | Tsutomu Hata                                            | Tsutomu Hata 羽田孜 (1935–2017)                         | 28 december 1985                    | 22 juli 1986                          | LDP                        | Yasuhiro Nakasone (1982–1987) | Nakasone II     |
|                                                         |                                                         | Mutsuki Kato 加藤六月 (1926–2006)                       | 22 juli 1986                        | 6 november 1987                       | LDP                        | Yasuhiro Nakasone (1982–1987) | Nakasone III    |
|                                                         |                                                         | Takashi Sato 佐藤隆 (1927–1991)                         | 6 november 1987                     | 28 december 1988                      | LDP                        | Noboru Takeshita (1987–1989)  | Takeshita       |
|                                                         | Tsutomu Hata                                            | Tsutomu Hata 羽田孜 (1935–2017)                         | 28 december 1988                    | 3 juni 1989                           | LDP                        | Noboru Takeshita (1987–1989)  | Takeshita       |
|                                                         | Hisao Horinouchi                                        | Hisao Horinouchi 堀之内久男 (1924–2010)                 | 3 juni 1989                         | 10 augustus 1989                      | LDP                        | Sosuke Uno (1989)             | Uno             |
|                                                         | Michihiko Kano                                          | Michihiko Kano 鹿野道彦 (1942–2021)                     | 10 augustus 1989                    | 28 februari 1990                      | LDP                        | Toshiki Kaifu (1989–1991)     | Kaifu I         |
|                                                         |                                                         | Tomio Yamamoto 山本富雄 (1928–1995)                     | 28 februari 1990                    | 30 december 1990                      | LDP                        | Toshiki Kaifu (1989–1991)     | Kaifu II        |
|                                                         |                                                         | Motoji Kondo 近藤元次 (1930–1994)                       | 30 december 1990                    | 5 november 1991                       | LDP                        | Toshiki Kaifu (1989–1991)     | Kaifu II        |
|                                                         |                                                         | Masami Tanabu 田名部匡省 (1934)                         | 5 november 1991                     | 3 augustus 1993                       | LDP                        | Kiichi Miyazawa (1991–1993)   | Miyazawa        |
|                                                         | Kiichi Miyazawa                                         | Kiichi Miyazawa 宮澤喜一 (1919–2007)                    | 3 augustus 1993                     | 9 augustus 1993                       | LDP                        | Kiichi Miyazawa (1991–1993)   | Miyazawa        |
|                                                         |                                                         | Eijiro Hata 畑英次郎 (1928)                             | 9 augustus 1993                     | 28 april 1994                         | JRP                        | Morihiro Hosokawa (1993–1994) | Hosokawa        |
|                                                         |                                                         | Mutsuki Kato 加藤六月 (1926–2006)                       | 28 april 1994                       | 30 juni 1994                          | JRP                        | Tsutomu Hata (1994)           | Hata            |
|                                                         |                                                         | Taichiro Okawara 大河原太一郎 (1922–2017)               | 30 juni 1994                        | 8 augustus 1995                       | LDP                        | Tomiichi Murayama (1994–1996) | Murayama        |
|                                                         | Hosei Norota                                            | Hosei Norota 野呂田芳成 (1929–2019)                     | 8 augustus 1995                     | 11 januari 1996                       | LDP                        | Tomiichi Murayama (1994–1996) | Murayama        |
|                                                         |                                                         | Ichizo Ohara 大原一三 (1924–2005)                       | 11 januari 1996                     | 6 november 1996                       | LDP                        | Ryutaro Hashimoto (1996–1998) | Hashimoto I     |
|                                                         |                                                         | Takao Fujimoto 藤本孝雄 (1931)                          | 6 november 1996                     | 11 september 1997                     | LDP                        | Ryutaro Hashimoto (1996–1998) | Hashimoto II    |
|                                                         |                                                         | Ihei Ochi 越智伊平 (1920–2000)                          | 11 september 1997                   | 25 september 1997                     | LDP                        | Ryutaro Hashimoto (1996–1998) | Hashimoto II    |
|                                                         | Yoshinobu Shimamura                                     | Yoshinobu Shimamura 島村宜伸 (1934)                     | 25 september 1997                   | 30 juli 1998                          | LDP                        | Ryutaro Hashimoto (1996–1998) | Hashimoto II    |
|                                                         | Shoichi Nakagawa                                        | Shoichi Nakagawa 中川昭一 (1953–2009)                   | 30 juli 1998                        | 5 oktober 1999                        | LDP                        | Keizo Obuchi (1998–2000)      | Obuchi          |
|                                                         | Tokuichiro Tamazawa                                     | Tokuichiro Tamazawa 玉沢徳一郎 (1937)                   | 5 oktober 1999                      | 5 juli 2000                           | LDP                        | Keizo Obuchi (1998–2000)      | Obuchi          |
| LDP                                                     | Tokuichiro Tamazawa                                     | Tokuichiro Tamazawa 玉沢徳一郎 (1937)                   | 5 oktober 1999                      | 5 juli 2000                           | Yoshiro Mori (2000–2001)   | Mori I                        |                 |
|                                                         | Yoichi Tani                                             | Yoichi Tani 谷洋一 (1926–2011)                          | 5 juli 2000                         | 5 december 2000                       | Yoshiro Mori (2000–2001)   | LDP                           | Mori II         |
|                                                         | Yoshio Yatsu                                            | Yoshio Yatsu 谷津義男 (1934–2021)                       | 5 december 2000                     | 26 april 2001                         | Yoshiro Mori (2000–2001)   | LDP                           | Mori II         |
|                                                         | Tsutomu Takebe                                          | Tsutomu Takebe 武部勤 (1941)                            | 26 april 2001                       | 30 september 2002                     | LDP                        | Junichiro Koizumi (2001–2006) | Koizumi I       |
|                                                         | Tadamori Oshima                                         | Tadamori Oshima 大島理森 (1946)                         | 30 september 2002                   | 1 april 2003                          | LDP                        | Junichiro Koizumi (2001–2006) | Koizumi I       |
|                                                         | Yoshiyuki Kamei                                         | Yoshiyuki Kamei 亀井善之 (1936–2006)                    | 1 april 2003                        | 27 september 2004                     | LDP                        | Junichiro Koizumi (2001–2006) | Koizumi I       |
| LDP                                                     | Yoshiyuki Kamei                                         | Yoshiyuki Kamei 亀井善之 (1936–2006)                    | 1 april 2003                        | 27 september 2004                     | Koizumi II                 | Junichiro Koizumi (2001–2006) |                 |
|                                                         | Yoshinobu Shimamura                                     | Yoshinobu Shimamura 島村宜伸 (1934)                     | 27 september 2004                   | 8 augustus 2005                       | Koizumi II                 | Junichiro Koizumi (2001–2006) | LDP             |
|                                                         | Junichiro Koizumi                                       | Junichiro Koizumi 小泉純一郎 (1942)                     | 8 augustus 2005                     | 11 augustus 2005                      | Koizumi II                 | Junichiro Koizumi (2001–2006) | LDP             |
|                                                         | Mineichi Iwanaga                                        | Mineichi Iwanaga 岩永峯一 (1941)                        | 11 augustus 2005                    | 31 oktober 2005                       | Koizumi II                 | Junichiro Koizumi (2001–2006) | LDP             |
| LDP                                                     | Mineichi Iwanaga                                        | Mineichi Iwanaga 岩永峯一 (1941)                        | 11 augustus 2005                    | 31 oktober 2005                       | Koizumi III                | Junichiro Koizumi (2001–2006) |                 |
|                                                         | Shoichi Nakagawa                                        | Shoichi Nakagawa 中川昭一 (1953–2009)                   | 31 oktober 2005                     | 26 september 2006                     | Koizumi III                | Junichiro Koizumi (2001–2006) | LDP             |
|                                                         | Toshikatsu Matsuoka                                     | Toshikatsu Matsuoka 松岡利勝 (1945–2007)                | 26 september 2006                   | 28 mei 2007                           | LDP                        | Shinzo Abe (2006–2007)        | Abe I           |
|                                                         | Masatoshi Wakabayashi                                   | Masatoshi Wakabayashi 若林正俊 (1934–2023)              | 28 mei 2007                         | 1 juni 2007                           | LDP                        | Shinzo Abe (2006–2007)        | Abe I           |
|                                                         | Norihiko Akagi                                          | Norihiko Akagi 赤城徳彦 (1959)                          | 1 juni 2007                         | 1 augustus 2007                       | LDP                        | Shinzo Abe (2006–2007)        | Abe I           |
|                                                         | Masatoshi Wakabayashi                                   | Masatoshi Wakabayashi 若林正俊 (1934–2023)              | 1 augustus 2007                     | 27 augustus 2007                      | LDP                        | Shinzo Abe (2006–2007)        | Abe I           |
|                                                         | Takehiko Endo                                           | Takehiko Endo 遠藤武彦 (1938–2019)                      | 27 augustus 2007                    | 3 september 2007                      | LDP                        | Shinzo Abe (2006–2007)        | Abe I           |
|                                                         | Masatoshi Wakabayashi                                   | Masatoshi Wakabayashi 若林正俊 (1934)                   | 3 september 2007                    | 1 augustus 2008                       | LDP                        | Shinzo Abe (2006–2007)        | Abe I           |
| LDP                                                     | Masatoshi Wakabayashi                                   | Masatoshi Wakabayashi 若林正俊 (1934)                   | 3 september 2007                    | 1 augustus 2008                       | Yasuo Fukuda (2007–2008)   | Y. Fukuda                     |                 |
|                                                         | Seiichi Ota                                             | Seiichi Ota 太田誠一 (1945–2024)                        | 1 augustus 2008                     | 24 september 2008                     | Yasuo Fukuda (2007–2008)   | Y. Fukuda                     | LDP             |
|                                                         | Shigeru Ishiba                                          | Shigeru Ishiba 石破茂 (1957)                            | 24 september 2008                   | 16 september 2009                     | LDP                        | Taro Aso (2008–2009)          | Aso             |
|                                                         | Hirotaka Akamatsu                                       | Hirotaka Akamatsu 赤松広隆 (1948)                       | 16 september 2009                   | 8 juni 2010                           | DP                         | Yukio Hatoyama (2009–2010)    | Y. Hatoyama     |
|                                                         | Masahiko Yamada                                         | Masahiko Yamada 山田正彦 (1942)                         | 8 juni 2010                         | 17 september 2010                     | DP                         | Naoto Kan (2010–2011)         | Kan             |
|                                                         | Michihiko Kano                                          | Michihiko Kano 鹿野道彦 (1942–2021)                     | 17 september 2010                   | 4 juni 2012                           | DP                         | Naoto Kan (2010–2011)         | Kan             |
| DP                                                      | Michihiko Kano                                          | Michihiko Kano 鹿野道彦 (1942–2021)                     | 17 september 2010                   | 4 juni 2012                           | Yoshihiko Noda (2011–2012) | Noda                          |                 |
|                                                         | Akira Gunji                                             | Akira Gunji 郡司彰 (1949)                               | 4 juni 2012                         | 26 december 2012                      | Yoshihiko Noda (2011–2012) | Noda                          | DP              |
|                                                         | Yoshimasa Hayashi                                       | Yoshimasa Hayashi 林芳正 (1961)                         | 26 december 2012                    | 3 september 2014                      | LDP                        | Shinzo Abe (2012–2020)        | Abe II          |
|                                                         | Koya Nishikawa                                          | Koya Nishikawa 西川公也 (1942)                          | 3 september 2014                    | 23 februari 2015                      | LDP                        | Shinzo Abe (2012–2020)        | Abe II          |
| LDP                                                     | Koya Nishikawa                                          | Koya Nishikawa 西川公也 (1942)                          | 3 september 2014                    | 23 februari 2015                      | Abe III                    | Shinzo Abe (2012–2020)        |                 |
|                                                         | Yoshimasa Hayashi                                       | Yoshimasa Hayashi 林芳正 (1961)                         | 23 februari 2015                    | 7 oktober 2015                        | Abe III                    | Shinzo Abe (2012–2020)        | LDP             |
|                                                         | Hiroshi Moriyama                                        | Hiroshi Moriyama 森山裕 (1945)                          | 7 oktober 2015                      | 3 augustus 2016                       | Abe III                    | Shinzo Abe (2012–2020)        | LDP             |
|                                                         | Yuji Yamamoto                                           | Yuji Yamamoto 山本有二 (1952)                           | 3 augustus 2016                     | 3 augustus 2017                       | Abe III                    | Shinzo Abe (2012–2020)        | LDP             |
|                                                         | Ken Saito                                               | Ken Saito 齋藤健 (1959)                                 | 3 augustus 2017                     | 1 oktober 2018                        | Abe III                    | Shinzo Abe (2012–2020)        | LDP             |
| LDP                                                     | Ken Saito                                               | Ken Saito 齋藤健 (1959)                                 | 3 augustus 2017                     | 1 oktober 2018                        | Abe IV                     | Shinzo Abe (2012–2020)        |                 |
|                                                         | Takamori Yoshikawa                                      | Takamori Yoshikawa 吉川貴盛 (1950)                      | 1 oktober 2018                      | 11 september 2019                     | Abe IV                     | Shinzo Abe (2012–2020)        | LDP             |
|                                                         | Taku Eto                                                | Taku Eto 江藤拓 (1960)                                  | 11 september 2019                   | 16 september 2020                     | Abe IV                     | Shinzo Abe (2012–2020)        | LDP             |
|                                                         | Kotaro Nogami                                           | Kotaro Nogami 野上浩太郎 (1967)                         | 16 september 2020                   | 4 oktober 2021                        | LDP                        | Yoshihide Suga (2020–2021)    | Suga            |
|                                                         | Genjiro Kaneko                                          | Genjiro Kaneko 金子原二郎 (1944)                        | 4 oktober 2021                      | 10 augustus 2022                      | LDP                        | Fumio Kishida (2021–2024)     | Kishida I       |
| Kishida II                                              | Genjiro Kaneko                                          | Genjiro Kaneko 金子原二郎 (1944)                        | 4 oktober 2021                      | 10 augustus 2022                      | LDP                        | Fumio Kishida (2021–2024)     |                 |
|                                                         | Tetsuro Nomura                                          | Tetsuro Nomura 野村哲郎 (1943)                          | 10 augustus 2022                    | 13 september 2023                     | LDP                        | Fumio Kishida (2021–2024)     |                 |
|                                                         | Ichiro Miyashita                                        | Ichiro Miyashita 宮下一郎 (1958)                        | 13 september 2023                   | 13 december 2023                      | LDP                        | Fumio Kishida (2021–2024)     |                 |
|                                                         | Tetsushi Sakamoto                                       | Tetsushi Sakamoto 坂本哲志 (1950)                       | 13 december 2023                    | 1 oktober 2024                        | LDP                        | Fumio Kishida (2021–2024)     |                 |
|                                                         | Yasuhiro Ozato                                          | Yasuhiro Ozato 小里 泰弘 (1958)                         | 1 oktober 2024                      | 11 november 2024                      | LDP                        | Shigeru Ishiba (2024–heden)   | Ishiba I        |
|                                                         | Taku Eto                                                | Taku Eto 江藤 拓 (1960)                                 | 11 november 2024                    | 20 mei 2025                           | LDP                        | Shigeru Ishiba (2024–heden)   | Ishiba II       |
|                                                         | Shinjiro Koizumi                                        | Shinjiro Koizumi 小泉 進次郎 (1981)                     | 20 mei 2025                         | heden                                 | LDP                        | Shigeru Ishiba (2024–heden)   | Ishiba II       |